# Karol Łużniak
Karol Antoni Łużniak (ur. 9 czerwca 1950 w Krakowie) – polski polityk, górnik, związkowiec, poseł na Sejm III kadencji.

## Życiorys
Ukończył w 1969 Technikum Chłodnicze w Gdyni. Pracował kolejno w Hucie Silesia, KWK Dębieńsko, a od 1977 w KWK Krupiński. W latach 1989–1992 kierował komisją zakładową „Solidarności” w tej kopalni. Następnie do 1994 był członkiem prezydium komisji krajowej związku, a w okresie 1994–1997 przewodniczył Sekcji Krajowej Górnictwa Kamiennego NSZZ „S”.
Od 1997 sprawował mandat posła III kadencji wybranego z listy Akcji Wyborczej Solidarność w okręgu gliwickim. Działał w Ruchu Społecznym AWS. W 2001 bez powodzenia ubiegał się o reelekcję, cztery lata później również bezskutecznie kandydował z listy Partii Centrum w okręgu rybnickim. Był także radnym sejmiku śląskiego I kadencji.
Po zakończeniu pracy w parlamencie zrezygnował też z aktywności związkowej, pracując w różnych przedsiębiorstwach energetycznych. W 2007 objął funkcję prezesa zarządu prywatnej spółki prawa handlowego. W 2011 był kandydatem partii Polska Jest Najważniejsza do Sejmu w okręgu rybnickim.
W 2013 otrzymał Krzyż Wolności i Solidarności.